# Adolfo Gori
Adolfo Gori (Viareggio, 13 febbraio 1939) è un ex calciatore e allenatore di calcio italiano, di ruolo centrocampista o difensore.

## Carriera
Gori nacque a Viareggio e fu proprio nella città della Versilia che iniziò la propria attività di calciatore. Parte da mediano e viene fatto esordire a 18 anni in IV Serie - futura Serie D - nel 1957. Dopo altri due campionati pieni, passa in Serie C nella Lucchese dove disputa due campionati, sempre da mediano, ottenendo anche la promozione in Serie B dei rossoneri.
Nel 1961 passa alla SPAL di Paolo Mazza, che dopo averlo acquistato e fatto giocare a centrocampo - il suo esordio in Serie A avverrà il 28 agosto dello stesso anno contro il Catania - intuisce che Gori può essere trasformato in terzino fluidificante o di fascia come verrà chiamato in seguito. In seguito Mazza vuole riscattare dalla Juventus il terzino Gianfranco Bozzao cedendo alle richieste dei bianconeri che vogliono indietro Carlo Dell'Omodarme. Mazza allora propone Gori alla Juve e l'affare va in porto.

Gori (accosciato, secondo da sinistra) nella SPAL del 1961-62, finalista di Coppa Italia.

Alla Juventus Gori si adatta subito, partendo titolare a fianco di Omar Sívori, Luis Del Sol, Gino Stacchini, Ernesto Castano, Gianfranco Leoncini e molti altri campioni. Gioca quattro campionati pieni, le partite di Coppa Italia e le altre gare internazionali, vince lo scudetto del 1967 e sempre quell'anno esordisce in Nazionale - esattamente il 25 giugno a Bucarest con una vittoria degli azzurri per 1 a 0. L'anno successivo allo scudetto si infortuna seriamente e gioca solo 7 partite, ponendo così fine alla sua parabola ascendente.
L'anno dopo viene ceduto in prestito al Palermo, con cui giocò due partite in Coppa Italia prima di tornare a Torino restando inattivo.
Nel 1969 passa al Brescia insieme a Giampaolo Menichelli dove chiude con il calcio professionistico italiano a 31 anni dopo aver giocato 215 partite in Serie A. Nel 1971, con una parentesi in Serie D con il Camaiore, tenterà l'avventura negli Stati Uniti facendo il giocatore-allenatore del Rochester Lancers venendo seguito dall'ex compagno di squadra nella Juventus Carlo Dell'Omodarme. Alla guida dei Lancers raggiunge le semifinali della NASL 1972, venendo eliminato dai St. Louis Stars. Inoltre guidò il club di Rochester nella CONCACAF Champions' Cup 1971, ottenendo il quarto posto nel girone finale del torneo disputato a Città del Guatemala nel marzo del 1972.
Successivamente si ritirò definitivamente dall'ambiente del calcio creando, nel 1976, un'azienda che opera nel settore delle costruzioni nautiche.

## Statistiche

### Cronologia presenze e reti in nazionale
| Cronologia completa delle presenze e delle reti in nazionale ― Italia | Cronologia completa delle presenze e delle reti in nazionale ― Italia | Cronologia completa delle presenze e delle reti in nazionale ― Italia | Cronologia completa delle presenze e delle reti in nazionale ― Italia | Cronologia completa delle presenze e delle reti in nazionale ― Italia | Cronologia completa delle presenze e delle reti in nazionale ― Italia | Cronologia completa delle presenze e delle reti in nazionale ― Italia | Cronologia completa delle presenze e delle reti in nazionale ― Italia |
| Data                                                                  | Città                                                                 | In casa                                                               | Risultato                                                             | Ospiti                                                                | Competizione                                                          | Reti                                                                  | Note                                                                  |
| --------------------------------------------------------------------- | --------------------------------------------------------------------- | --------------------------------------------------------------------- | --------------------------------------------------------------------- | --------------------------------------------------------------------- | --------------------------------------------------------------------- | --------------------------------------------------------------------- | --------------------------------------------------------------------- |
| 25-6-1967                                                             | Bucarest                                                              | Romania                                                               | 0 – 1                                                                 | Italia                                                                | Qual. Euro 1968                                                       | -                                                                     |                                                                       |
| Totale                                                                |                                                                       | Presenze                                                              | 1                                                                     |                                                                       | Reti                                                                  | 0                                                                     |                                                                       |

## Palmarès

### Club
- Campionato italiano Serie C: 1

Lucchese: 1960-1961 (girone B)
- Coppa Italia: 1

Juventus: 1964-1965
- Campionato italiano: 1

Juventus: 1966-1967